# Вінченцо Гріфо
Вінченцо Гріфо (італ. Vincenzo Grifo, нар. 7 квітня 1993, Пфорцгайм) — італійський та німецький футболіст, фланговий півзахисник клубу «Фрайбург».

## Клубна кар'єра
Народився 7 квітня 1993 року в місті Пфорцгайм в родині італійських іммігрантів — його мати з Апулії, а батько — з Наро в провінції Агрідженто, Сицилія. Розпочав займатись футболом у ряді місцевих німецьких команд, поки влітку 2011 року не приєднався до юнацької команди клубу Другої Бундесліги «Карлсруе СК» і виступав у Бундеслізі U-19, де забив шість разів у 19 матчах.
У травні 2012 року підписав дворічний контракт з клубом Бундесліги «Гоффенгайм 1899», де спочатку став виступати за дублюючу команду. Дебютував за першу команду 19 жовтня 2012 року в 8-му турі Бундесліги проти «Гройтера» (3:2), замінивши Такасі Усамі. Всього в сезоні 2012/13 зіграв 12 матчів у Бундеслізі, втім у наступному сезоні перестав залучатись до матчів першої команди.
9 січня 2014 року був відданий в оренду в клуб Другої Бундесліги «Динамо» (Дрезден), в якому зіграв 13 матчів і забив 1 гол до кінця сезону, втім не врятував команду від вильоту в Третю лігу. Після цього у сезоні 2014/15 був в оренді у «Франкфурті», де зіграв 33 матчі і забив 7 голів у Другій Бундеслізі.
В липні 2015 року перейшов в «Фрайбург» як частина угоди по переходу Жонатана Шміда в зворотньому напрямку. Гріфо, забивши 14 голів у 31 матчі чемпіонаті, відіграв ключову роль у допомозі клубу виграти Другу Бундеслігу у сезоні 2015/16 та вийти в елітний дивізіон. Там команда разом з Вінченцо несподівано зайняла сьоме місце та кваліфікувалась до Ліги Європи.
З 28 травня 2017 року один сезон захищав кольори «Боруссії» (Менхенгладбах), втім не став основним гравцем і 11 червня 2018 року повернувся в «Гоффенгайм 1899», підписавши чотирирічну угоду. Станом на 11 вересня 2018 року відіграв за гоффенгаймський клуб 1 матч в національному чемпіонаті.

## Виступи за збірну
6 вересня 2013 року дебютував у складі молодіжної збірної Італії до 20 років під керівництвом Альберіго Евані, забивши гол у товариському матчі проти Швейцарії (3:3). На молодіжному рівні зіграв у 4 офіційних матчах, забив 1 гол.
| Дата       | Місто     | Господарі   | Результат | Гості             | Турнір            | Голи | Примітки |
| ---------- | --------- | ----------- | --------- | ----------------- | ----------------- | ---- | -------- |
| 20-11-2018 | Генк      | Італія      | 1 – 0     | США               | товариський матч  | -    | 46'      |
| 15-10-2019 | Вадуц     | Ліхтенштейн | 0 – 5     | Італія            | Відбір до ЧЄ 2020 | -    |          |
| 7-10-2020  | Флоренція | Італія      | 6 – 0     | Молдова           | товариський матч  | -    | 67'      |
| 11-11-2020 | Флоренція | Італія      | 4 – 0     | Естонія           | товариський матч  | 2    | 80'      |
| 25-3-2021  | Парма     | Італія      | 2 – 0     | Північна Ірландія | Відбір до ЧС 2022 | -    | 84'      |
| 28-5-2021  | Кальярі   | Італія      | 7 – 0     | Сан-Марино        | товариський матч  | -    | 63'      |
| Усього     |           | Матчів      | 6         |                   | Голів             | 2    |          |